# 恆豐大樓
恆豐大樓是上海市的一座歷史建築，位於黃浦區江西中路450號-454號。這棟建築竣工於1931年，最初有三層，後面加蓋至六層。外觀是折衷主義風格。該建築在歷史上多被銀行和洋行使用。恆豐大樓被列入上海市第四批優秀歷史建築。